# 铜壁关关木通
铜壁关关木通（学名：[Isotrema tongbiguanense] 错误：{{Lang}}：文本有斜体标记（帮助））是马兜铃科关木通属的一种植物。分布于中国的云南以及缅甸。
檐部椭圆形, 开口微下倾, 裂片密被暗紫色乳突; 喉部近圆形, 上部紫黑色余部白色具紫黑色条纹; 合蕊柱裂片先端长突尖。。